# Châlette-sur-Loing

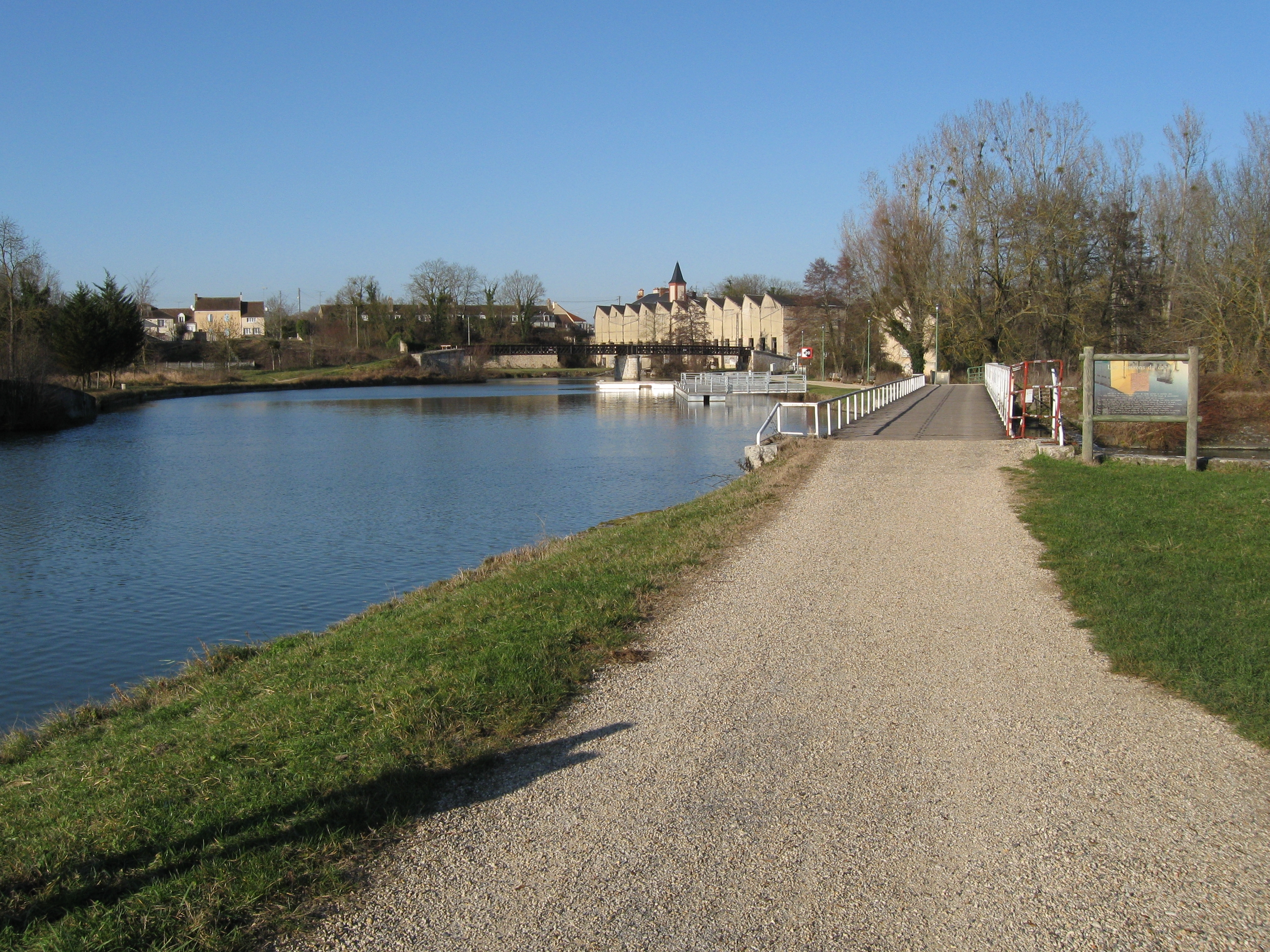
Kênh đào Loing tại Châlette-sur-Loing.

Châlette-sur-Loing là một xã trong tỉnh Loiret, vùng Centre-Val de Loire bắc trung bộ nước Pháp. Xã này nằm ở khu vực có độ cao từ 77-114 mét trên mực nước biển.
Thị trấn có hai sông chảy qua, sông Loing và Solin, và ba kênh đào kênh đào Loing, kênh đào Briare và kênh đào Orléans.